# 2004 en journalisme
Cet article présente les faits marquants de l'année 2004 en journalisme.

## Évènements
- 21 décembre : Libération des deux journalistes otages Christian Chesnot et Georges Malbrunot[1].